# Clyde Geronimi
Clyde Geronimi (* 12. Juni 1901 in Chiavenna, Italien; † 24. April 1989 in Newport Beach, Kalifornien) war ein italienisch-US-amerikanischer Zeichner und Zeichentrickfilm-Regisseur. Er ist bekannt für seine Arbeit bei den Disney Studios.

## Leben
Geronimi wurde in Italien geboren. Er emigrierte noch als junges Kind in die USA. Geronimis früheste Arbeiten waren für die J.R. Bray Studios, wo er mit Walter Lantz arbeitete.
Geronimi verließ Bray 1931 und ging zum Walt-Disney-Studio, wo er bis 1959 verblieb. Geronimi begann bei den Studios für animierte Kurzfilme, bevor er Animationsregisseur wurde. Sein 1942 erschienener Kurzfilm, Lend a Paw, gewann den Oscar für den besten animierten Kurzfilm.
Nach dem Ende des Zweiten Weltkrieges wechselte Geronimi zur Regie für abendfüllende Zeichentrickfilme. Er wirkte an Cinderella (1950), Alice im Wunderland (1951), Peter Pan (1953), Dornröschen (1959) und vielen anderen Filmen mit.
Nachdem er Disney 1959 verlassen hatte, arbeitete er für eine Zeit lang beim Fernsehen und führte Regie bei vielen Episoden der seit 1967 animierten Spider-Man-Serie. Er zog sich in den späten 1960er-Jahren vom Zeichnen zurück und versorgte nur noch Kinderbücher mit eigenen Illustrationen.
Geronimi gewann 1978 den Winsor McCay Award von der Association internationale du film d’animation, Sektion ASIFA-Hollywood, für sein Lebenswerk auf dem Gebiet des Zeichentrickfilms. Die Auszeichnung wurde ihm von seinem langjährigen Freund und Kollegen Walter Lantz überreicht.

## Filmografie als Regisseur
- 1939: Picknick am Strand (Beach Picnic)
- 1942: Der herzlose Retter (Lend a Paw)
- 1942: Pluto at the Zoo
- 1950: Cinderella
- 1951: Alice im Wunderland (Alice in Wonderland)
- 1953: Peter Pan
- 1959: Dornröschen (Sleeping Beauty)
- 1967: Spider-Man